# My Love (bài hát của Justin Timberlake)
"My Love" là bài hát của ca sĩ kiêm nhạc sĩ người Mỹ, Justin Timberlake hợp tác với rapper T.I. nằm trong album phòng thu thứ hai của Timberlake, FutureSex/LoveSounds (2006). Bài hát được phát hành vào ngày 26 tháng 9 năm 2006, bởi hãng Jive Records như là đĩa đơn thứ hai trích từ album. Bài hát đã được đồng sáng tác bởi Justin Timberlake, Timbaland, Nate "Danja" Hills, và T.I., và sản xuất bởi Timberlake, Timbaland, Danja.
"My Love" đã nhận được sự đánh giá tích cực bởi các nhà phê bình âm nhạc, mặc dù một số chỉ trích về lời bài hát và giọng hát của Timberlake. Bài hát đã lọt vào top 10 bảng xếp hạng tại nhiều quốc gia, và đứng đầu một số bảng xếp hạng của tạp chí Billboard, bao gồm các bảng xếp hạng như Billboard Hot 100, Pop 100, Hot Dance Airplay, và Hot Digital Songs. "My Love" cũng trở thành đĩa đơn quán quân thứ hai liên tiếp (sau SexyBack) của Timberlake trên bảng xếp hạng Billboard Hot 100. Trên bảng xếp hạng thế giới, đĩa đơn đạt vị trí số hai, trở thành đĩa đơn thứ tư của Timberlake đạt đến vị trí này. Tại New Zealand, "My Love" đạt vị trí số một trong năm tuần không liên tiếp, trở thành đĩa đơn thứ hai của Timberlake lên ngôi quán quân tại nước này.
Pitchfork Media đã gọi "My Love" là bài hát số một của năm 2006. Nhiều người thấy rằng bài hát giống như bài hát "Cry Me a River" trước đây của Timberlake. Ca khúc đã giành giải Hợp tác Rap/Hát xuất sắc nhất tại lễ trao giải Grammy năm 2007. "My Love" cũng giúp Timberlake giành 2 giải MTV Video Music Awards năm 2007 cho Nghệ sĩ nam của năm và Video có vũ đạo xuất sắc nhất.

## Danh sách track và định dạng
Vương quốc Anh CD1
1. "My Love" (song ca với T.I.) - 4:43
2. "My Love" (Không lời) - 4:38

Vương quốc Anh CD2
1. "My Love" (song ca với T.I.) - 4:43
2. "My Love" (Paul Oakenfold Radio Edit) - 3:46
3. "My Love" (Pokerface Club Mix) - 5:48
4. "My Love" (Pual Jackson Remix) - 6:30
5. "My Love" (Linus Loves Remix) - 5:07
6. "My Love" (Video) - 6:11

## Xếp hạng
| Bảng xếp hạng (2006-07)                  | Vị trí cao nhất |
| ---------------------------------------- | --------------- |
| Úc (ARIA)                                | 3               |
| Áo (Ö3 Austria Top 40)                   | 6               |
| Bỉ (Ultratop 50 Flanders)                | 16              |
| Bỉ (Ultratop 50 Wallonia)                | 17              |
| Cộng hòa Séc (Rádio Top 100)             | 9               |
| Đan Mạch (Tracklisten)                   | 3               |
| Châu Âu Hot 100 Singles (Billboard)      | 2               |
| Phần Lan (Suomen virallinen lista)       | 5               |
| Pháp (SNEP)                              | 10              |
| Đức (GfK)                                | 4               |
| Hungary (Rádiós Top 40)                  | 5               |
| Hungary (Dance Top 40)                   | 24              |
| Ireland (IRMA)                           | 4               |
| Ý (FIMI)                                 | 12              |
| Hà Lan (Single Top 100)                  | 19              |
| New Zealand (Recorded Music NZ)          | 1               |
| Slovakia (Rádio Top 100)                 | 11              |
| Thụy Điển (Sverigetopplistan)            | 2               |
| Thụy Sĩ (Schweizer Hitparade)            | 2               |
| Anh Quốc (OCC)                           | 2               |
| Hoa Kỳ Billboard Hot 100                 | 1               |
| Hoa Kỳ Pop Airplay (Billboard)           | 1               |
| Hoa Kỳ Hot R&B/Hip-Hop Songs (Billboard) | 2               |
| Hoa Kỳ Dance Club Songs (Billboard)      | 15              |
| Hoa Kỳ Adult Pop Airplay (Billboard)     | 27              |

### Xếp hạng cuối năm
| Năm  | Bảng xếp hạng        | Xếp hạng |
| ---- | -------------------- | -------- |
| 2007 | German Singles Chart | 53       |

## Lịch sử phát hành
| Nước           | Ngày phát hành       |
| -------------- | -------------------- |
| Mỹ             | 26 tháng 9 năm 2006  |
| Châu Âu        | 10 tháng 11 năm 2006 |
| Vương quốc Anh | 18 tháng 11 năm 2006 |